# Геја хипотеза
Геја хипотеза је еколошка хипотеза према којој планета Земља има одлике живог система или организма. Названа је Геја по називу за Земљу из грчке митологије.
Ову теорији је први објавио у 60.-тим годинама 20. века климатолог и хемичар Сир Џејмс Лавлок и именовао ју је по грчкој богињи Геји.
Према овој хипотези, Земља је агрегат самомодификујућих подсистема који заједнички чине укупан планетарни систем. Сама Земља је живи ентитет обдарен прилагодљивошћу и способношћу самоодржавања свега живућег. Ипак, ове могућности нису неисцрпне па је могуће да неки од подсистема рђаво функционише и тиме сруши своју целовитост или чак угрози опстанак целине. Према овој теорији, и неки човекови подухвати, попут уништења тропских тропских шума, стварају такве поремећаје.

## Карактеристика
Планета Земља је у теорији схваћена као сувисни суперорганизам. Аутори су истраживали особине живих организама као стање удаљено од термодинамичких равнотежа или присутности цикла који у метаболизму протиче маса и енергија. Ови циклуси одржавају систем у стабилном стању удаљеном од равнотеже и заједнички су за сва жива бића. Сличне циклусе су нађени и на Земљи где подупиру како живу тако и неживу природу. Из тога се имплицира да Земља ствара сама себи и живот сам одржава себе у животу настањеном. То је у супротности с тиме да је живот прилагођен планетарним условима када су се живот и ови услови развијали самосталним начином
Лавлокова теорија Геја је теорија интегрисаних система хомеостатичким тенденцијама. По њој испуњава Геја и неке од знакова живих организама, али се ради само о аналогији. Она је способна да унутар себе рециклира отпаде (за разлику од живих организама). Гаиа како је била формулисана од стране Лавлока не захтева свест која би постављала параметре на Земљи, он није имао на уму личност са вољом, већ пре збир саморегулирајућих се процеса. Ту иде о један модел планетарног живота у којем људи на играју одлучујућу улогу.
Збир филозофских теорија и покрета, који су нашли у овој научној теорији инспирацију има значајну улогу при формулисању енвироменталних ставова и група.

## Докази који подупиру ову теорију
Доказ за ову теорију већ може да буде тежња организма да сам себе побољшава- еволуција целине.
Може се такође указати на аплиакцију ове теорије на воћне плодове- по неким присталицама ове теорије стабла сами по себи немају разлог за стварање вредних плодова и стварају их у корист целога система. (ово мишљење међутим није опште)